# Topaza
Topaza és un gènere d'ocells de la subfamília dels florisugins (Florisuginae) dins la família del troquílids (Trochilidae). Aquests colibrís habiten al nord d'Amèrica del Sud.

## Morfologia
Les seues espècies es troben entre les més grosses de tots els colibrís, únicament superades pel colibrí gegant (Patagona gigas). 

Bec lleugerament corvat, i més curt que el cap. Presenten notable dimorfisme sexual.

Mascles amb una llargària d'uns 22 cm, incloent dues allargades rectrius negres i corbades. Molt acolorits amb tons daurats i carmesí fortament iridescents. Caputxa negra i gorja verda. 

Femelles menors, amb uns 15 cm i sense rectrius allargades. Plomatge principalment verd.

## Taxonomia
Aquest gènere va ser descrit per George Robert Gray el 1840, amb el colibrí topazi (Topaza pella) com a espècie tipus.
Conté dues espècies:
- colibrí topazi (Topaza pella).
- colibrí flamíger (Topaza pyra).

En el passat, ambdós taxons han estat considerats coespecífics per alguns autors. Estudis més recents, però, recolzen la divisió en dues espècies.